# Inconel

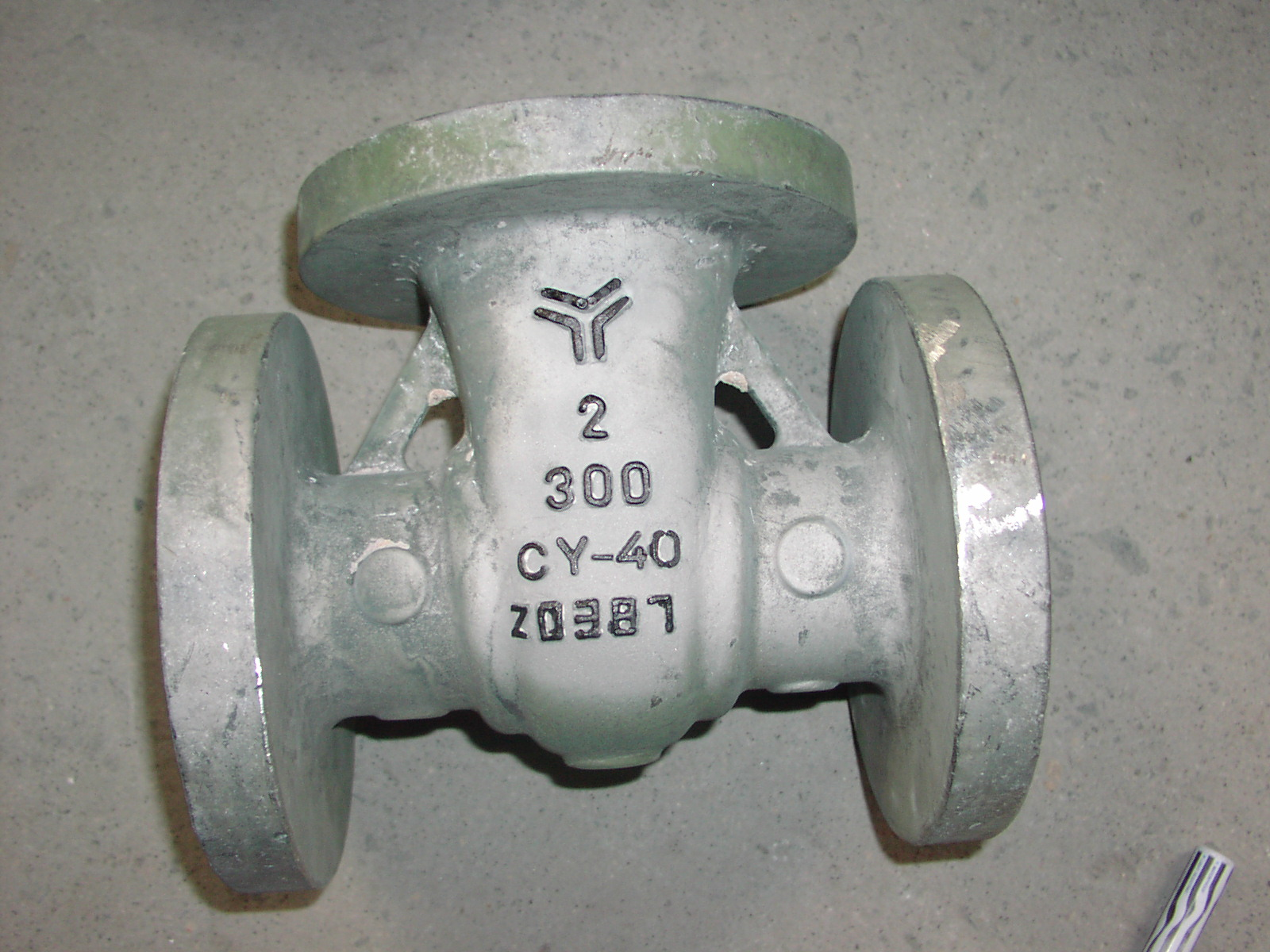
Vàlvula de comporta fabricada amb inconel

Inconel és el nom d'un grup d'uns 25 aliatges, registrats per l'empresa American Special Metals Corporation, de níquel, Ni, (50-72%), crom, Cr, (14-23%) i altres metalls (coure, Cu, manganès, Mn, i molibdè, Mo, entre d'altres). La combinació de níquel i crom en aquests aliatges proveeix resistència tant a solucions corrosives reductores com oxidants. El níquel i el crom actuen també en conjunt per resistir l'oxidació, carburització i altres formes de deteriorament a altes temperatures. Aquests aliatges no es tornen trencadisses a temperatures criogèniques, tenen bona resistència a la tracció i a la fatiga a temperatures moderades, i presenten excel·lents propietats de resistència al flux i trencament a altes temperatures.